# Beesel
Beesel (anhörenⓘ) ist eine niederländische Gemeinde der Provinz Limburg und hatte am 1. Januar 2025 laut Angabe des CBS 13.525 Einwohner. Das Gemeindegebiet liegt vollständig zwischen der Maas und der ungefähr parallel zu ihr verlaufenden deutschen Grenze. 

## Ortsteile
Die Gemeinde besteht aus den Ortsteilen Beesel (2.415 Einwohner, Stand 1. Jan. 2024), Offenbeek (4.835 Einwohner) und Reuver (6.140 Einwohner). Offenbeek und Reuver sind im Siedlungskern zusammengewachsen und bilden mit rund 11.000 Einwohnern die Kleinstadt Reuver, gelegen am limburgischen Rijksweg 73. Beesel ist ein agrarisch geprägtes Dorf am Maasufer abseits der Hauptstraße. Sitz der Gemeindeverwaltung ist Reuver.

## Nachbargemeinden
Die frühere nördliche Nachbargemeinde Belfeld ist seit 2001 Stadtteil von Venlo. Die frühere südliche Nachbargemeinde Swalmen ist seit 2007 Stadtteil von Roermond. Auf der rechten Maasseite ist Beesel die letzte verbleibende Landgemeinde zwischen den beiden Städten.
Die Nachbargemeinden auf der anderen Maasseite sind Peel en Maas und Leudal. Die deutsche Nachbargemeinde ist Brüggen. Beesel und Brüggen verbindet seit 2019 eine „strategische Partnerschaft“ genannte Städtepartnerschaft.

## Politik

### Sitzverteilung im Gemeinderat
Der Gemeinderat wird seit 1982 folgendermaßen gebildet:
| Partei                           | Sitze | Sitze | Sitze | Sitze | Sitze | Sitze | Sitze | Sitze | Sitze | Sitze | Sitze |
| Partei                           | 1982  | 1986  | 1990  | 1994  | 1998  | 2002  | 2006  | 2010  | 2014  | 2018  | 2022  |
| -------------------------------- | ----- | ----- | ----- | ----- | ----- | ----- | ----- | ----- | ----- | ----- | ----- |
| CDA                              | 4     | 4     | 4     | 5     | 4     | 3     | 2     | 3     | 4     | 5     | 5     |
| Verantwoorde Lokale Politiek a b | 3     | 2     | 6     | 3     | 4     | 5     | 4     | 5     | 6     | 5     | 4     |
| Samen Verder Beesel c            | –     | –     | –     | –     | –     | –     | –     | –     | –     | 2     | 3     |
| Beeselse Lijst d                 | 3     | 2     | 2     | 2     | 2     | 2     | 2     | 2     | 3     | 3     | 3     |
| PvdA c                           | 2     | 4     | 2     | 3     | 3     | 2     | 3     | 2     | 2     | –     | –     |
| VVD                              | 1     | 1     | 1     | 2     | 2     | 2     | 3     | 3     | –     | –     | –     |
| Politieke Ouderen Beesel-Reuver  | –     | –     | –     | –     | –     | 1     | 1     | –     | –     | –     | –     |
| REAL                             | –     | –     | –     | –     | 0     | –     | –     | –     | –     | –     | –     |
| Werknemerslijst b e              | 1     | 1     | –     | –     | –     | –     | –     | –     | –     | –     | –     |
| Lijst Joosten b f                | 1     | 1     | –     | –     | –     | –     | –     | –     | –     | –     | –     |
| Lijst Steeghs-Gielen             | 0     | –     | –     | –     | –     | –     | –     | –     | –     | –     | –     |
| Gesamt                           | 15    | 15    | 15    | 15    | 15    | 15    | 15    | 15    | 15    | 15    | 15    |

Anmerkungen

### Kollegium von Bürgermeister und Beigeordneten
Folgende Personen gehören zum Kollegium:
Bürgermeister
- Martijn Derks (VVD; Amtsantritt: 10. April 2025)[1]

Beigeordnete
- Bram Jacobs (CDA)
- Debbie Heesakkers (Verantwoorde Lokale Politiek)
- Marcel Roelofs (Beeselse Lijst)

Gemeindesekretärin
- Ellen Janssen

## Beeseler Drachenstich

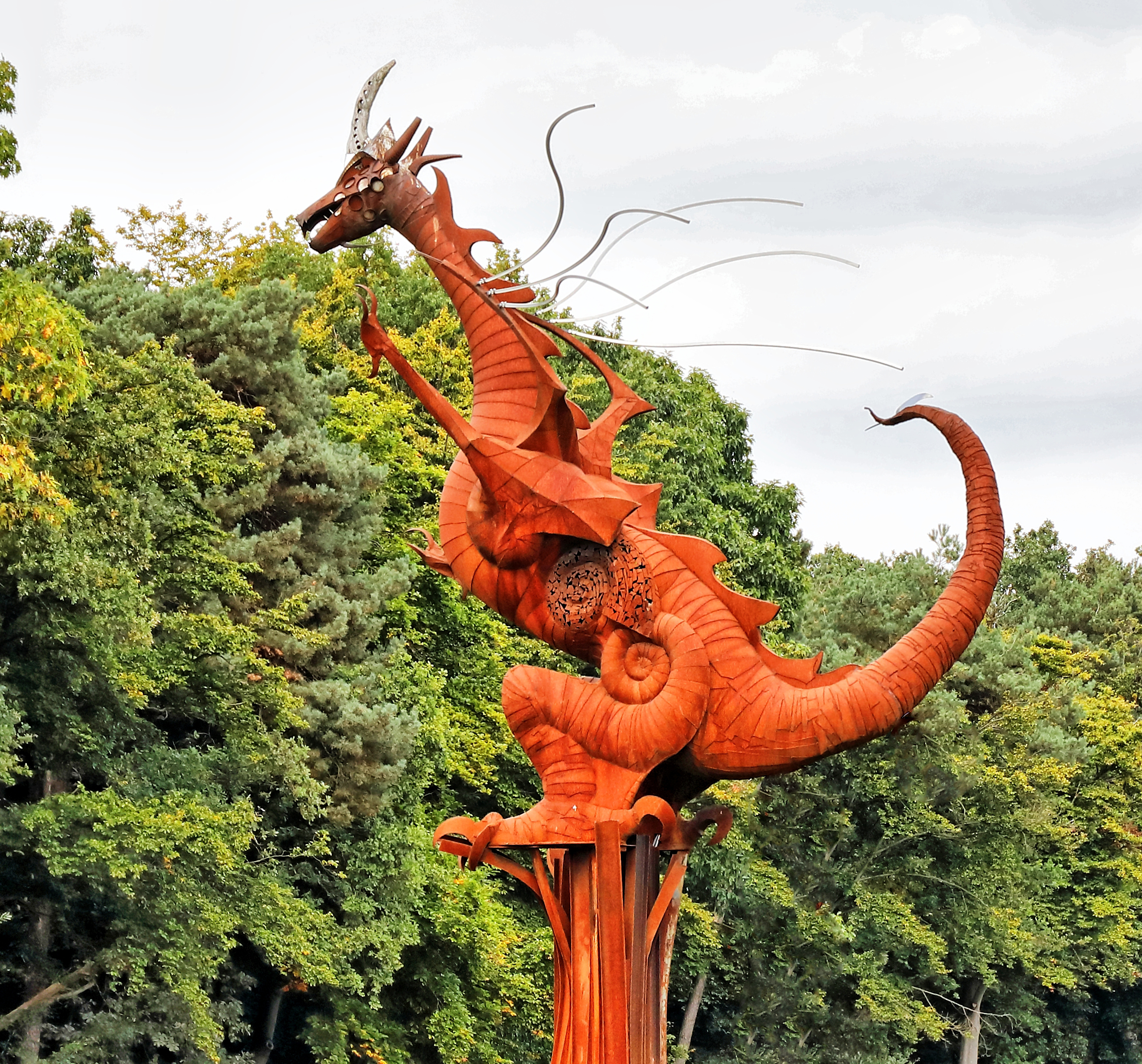
Drachenskulptur des Beeseler Künstlers Rik van Rijswick

Im Spätmittelalter erfreute sich die Legende vom heiligen Sankt Georg, dem Drachentöter, großer Beliebtheit und wird daher in etlichen Kirchspielen als Symbolfigur in die Prozession aufgenommen. In Beesel existiert eine Legende, nach der einst ein Drache regelmäßig die Schafe der Beeseler fraß. Selbst die Armee des Königs konnte ihn nicht besiegen, sodass bald kein Vieh mehr vorhanden war. Nun opferten die Leute nach dem Losverfahren Menschen, um den Drachen zu befriedigen. Als das Los jedoch auf die Königstochter fiel, kam der heilige Sankt Georg (Sint Joris) und tötete den Drachen.
Es ist nicht bekannt, wie alt die Legende ist und wann sie als ritualisierter Drachenstich (nl. Draaksteken) Eingang in die Kirchenfeste fand. Der früheste Beleg verweist auf das Jahr 1736. Seitdem findet das Festspiel regelmäßig statt. Das alte Beeseler Sankt Georgslied, das um 1699 entstanden sein soll, wird während der Aufführung gesungen.
Vor der französischen Besatzung (1795–1813) fand der Drachenstich jährlich und danach nur noch mit einem Zwischenraum von einigen – zumeist sieben – Jahren statt. 1853 führt das weithin bekannte Spektakel zur Aufnahme des Drachens ins Gemeindewappen. In der Folgezeit wird das Festspiel hin zu einem umfangreicheren Volksschauspiel umgestaltet und ausgeweitet. Es gibt jetzt fünf Darsteller mit Textrollen (u. a. Sankt Georg, die Prinzessin, der König), die Bezwingung des Drachens an der Maas, einen Siegeszug durch das Dorf und die Drachentötung auf dem Marktplatz.
Aus finanziellen Gründen wird 1967 beschlossen, den Drachenstich nur noch an einem Ort (bei der Burg Nieuwenbroeck) aufzuführen. Das Freilichtfestspiel ist seither ein fester Bestandteil der dreitägigen Drachenfeste.